# آدم اولسن
آدم اولسن هو سياسي كندي، ولد في 10 يناير 1976 في كندا. حزبياً، نشط في حزب الخضر في كولومبيا البريطانية. وقد انتخب عضو الجمعية التشريعية لكولومبيا البريطانية ‏ عن دائرة Saanich North and the Islands ‏ خلال فترته النيابية ‏.